# Ванское сражение
Ва́нское сраже́ние, Ва́нская самооборо́на (арм. Վանի Հերոսամարտ) (19 апреля — 16 мая 1915 года) — оборонительные бои армянского населения города Ван и армянских сёл Ванского вилайета Османской империи под руководством Арама Манукяна против частей османской армии и иррегулярных вооружённых курдских формирований в период Геноцида армян и боевых действий на Кавказском фронте Первой Мировой войны.
Бои проходили в основном в осаждённом Ване и в районе Ванской скалы в период с 19 апреля по 16 мая, когда осаду города сняли подошедшие части 4-го Кавказского армейского корпуса Русской армии и армянские добровольческие отряды.

## Предыстория
В IX веке до н. э. Ван был известен под древним названием Тушпа и являлся столицей Урартского царства. Одна из исторических столиц Армении, столица Васпураканского царства. За свою историю подвергался нашествиям персов, римлян и арабов. Являлся центром как экономической, так и социальной и культурной жизни армянского населения. До завоевания сельджуками в XI веке был на пике своего процветания.
К началу XIX века армянское население Ванского вилайета было значительно больше турецкого и курдского вместе взятых. В поздний период существования Османской империи, Ван был важным центром армянской культурной, социальной, экономической и политической жизни. Мкртич I Хримян создал в Ване типографию и начал издавать первое периодическое издание в Западной Армении — газету «Арцив Васпуракани» (Орёл Васпуракана). В 1885 году в Ване была основана партия Арменакан, несколько позднее в городе открылись отделения политических партий «Гнчак» и «Дашнакцутюн».
После Русско-турецкой войны 1877—1878 годов и овладением Россией районами Карса, Ардагана и Батума, отмечался отток армянского населения в Россию и приток мусульманского из неё.
Согласно данным британского консула Роберта Далиэлла, в 1862 году население Ванского вилайета составляло 418 700 человек, из которых 209 100 были христианами и 209 600 — мусульманами. По данным Константинопольской епархии ААЦ, опубликованным в 1880 году, в Ванском вилайете проживало 315 105 человек, из которых армяне составляли 76 % или 239 480.
Согласно подсчётам Кюне, в 1890 году население Ванского вилайета составляло 430 000 человек, из которых 240 500 были мусульманами (в основном турки), 92 000 — сирийцами, и 79 998 — армянами. Согласно Месробу Крикоряну, при публикации данных переписей, численность армянского населения намеренно занижалась, чтобы скрыть тот факт, что в Эрзурумском и Ванском вилайетах армяне превосходили остальные этнические группы по численности.
Согласно Кристоферу Волкеру, к началу Первой мировой войны, армяне составляли абсолютное большинство (52,9 %) населения Ванского вилайета. А по данным Константинопольского патриархата — 58,9 %. В самом городе армян насчитывалось приблизительно 30 000 человек.
Во время массовой резни армян 1894—1896 годов, турки убили более 20 000 жителей Ванского вилайета, армянское население было вынуждено организовать самооборону.
В период проведения 8-го съезда представителей партии Дашкнакцутюн (июль 1914 года), проходившего в Эрзеруме, представители турецких правящих кругов во главе с доктором Шакиром (одним из будущих идеологов геноцида армян) вели переговоры с лидерами дашнаков об организации восстания Российских армян, проживающих в Закавказье против царской власти во время будущей войны и турецкого вторжения на российскую территорию. Взамен на поддержку турок, армянам обещали предоставить полуавтономию в составе Османской империи, территория которой включала бы земли как Западной, так и Восточной Армении. Однако представители армян ответили отказом на данное предложение. Лидеры партии считали также, что Османской империи следует держать нейтралитет в будущей войне.
В начале XX века армянское население Османской империи в основном являлось верным правительству своей страны .

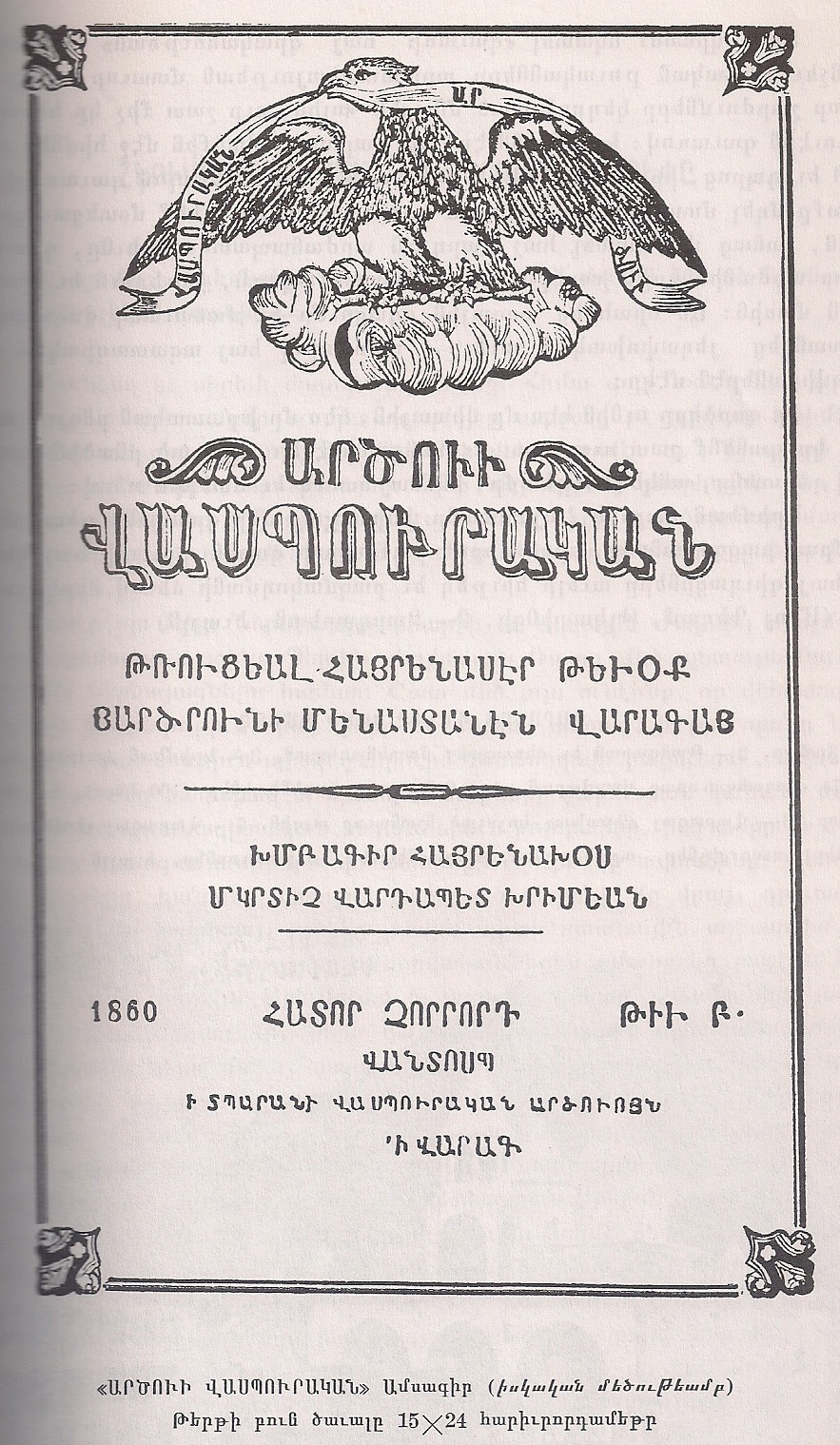
Обложка газеты «Орёл Васпуракана», 1860 год
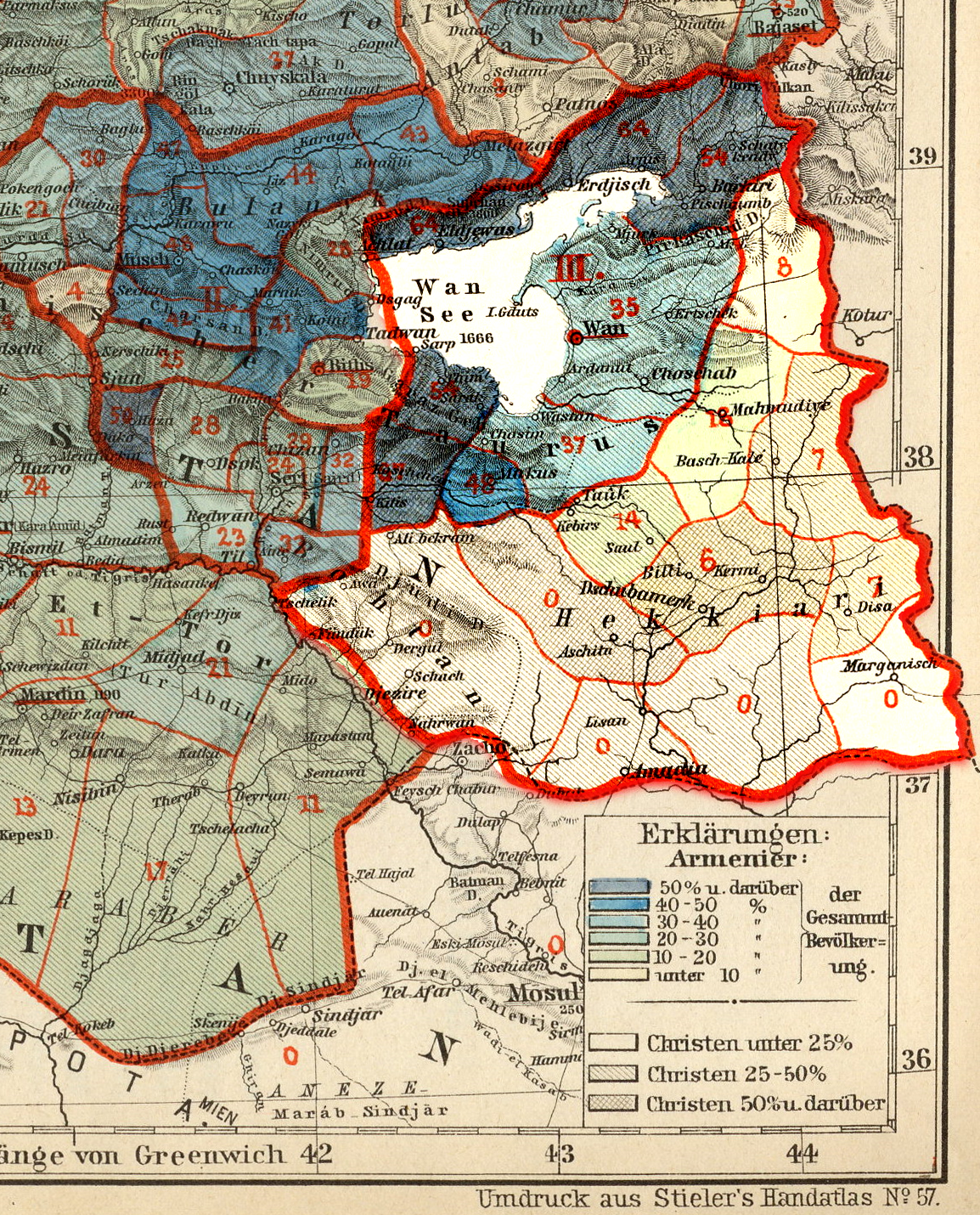
Этнический состав населения согласно переписи 1896 года
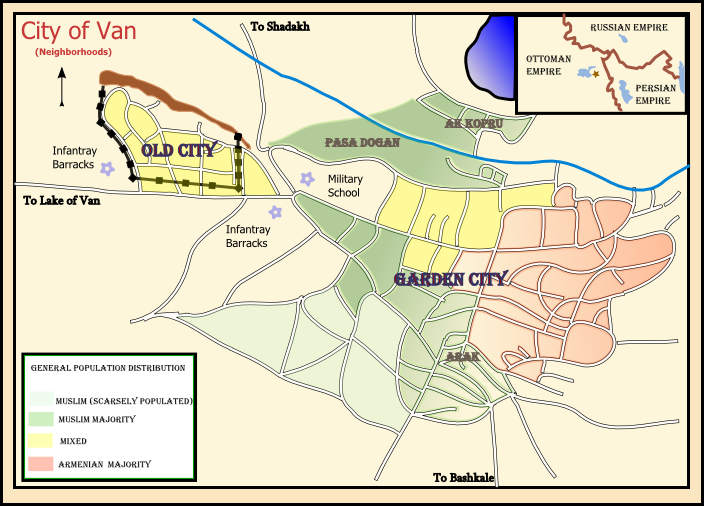
План города в начале 1910-х

16 (29) октября 1914 года османский флот совершил нападение на российские порты и корабли Черноморского флота в акватории Чёрного моря. В ответ на атаку турок, 20 октября (2 ноября) император Николаем II подписал манифест об объявлении войны Османской империи. Фактически же, боевые действия на Кавказском фронте начались на день раньше, с переходом границы частями Русской Кавказской армии 19 октября (1 ноября).
К весне 1915 года Османская армия потерпела ряд поражений (см. Битва при Ардагане, Урмийская и Дилиманская операции), крупнейшим из которых было практически полное уничтожение 3-й армии под Сарыкамышем (потери составили более 75 тыс. человек из 95 тыс.). В поиске оправданий пред собственным населением, турецкое руководство стало обвинять армян в своих военных неудачах.
Город Ван приобрел важнейшее стратегическое значение для обеих сторон.

## Начало резни
В этот день солдаты и курды, в некоторых случаях взяв с собой орудия, атаковали небольшие города и деревни провинции и почти не встретили сопротивления, потому что большинство трудоспособных мужчины были призваны в султанскую армию, а у тех, кто остался — было очень мало боеприпасов. Пятьдесят пять тысяч мужчин, женщин и детей были убиты.
В феврале 1915 года Министр внутренних дел Османской империи Талаат паша назначил нового губернатора Ванского вилайета, им стал Джевдет-бей — шурин Талаата и армянофоб, имевший прозвище «мастер подков», за то, что практиковал подобный метод пыток над армянами.
В ходе наступательных действий Русской армии и по мере их продвижения вглубь османской территории, турецкие власти начали обвинять армянское население в сговоре с Россией. С февраля 1915 года начались разоружения и массовые убийства армянских призывников в частях османской армии.
В тот же период, под предлогом поиска и конфискации незаконного оружия, по всему Ванскому вилайету начались пытки и убийства армян. Имеются сведения о провокациях турецких военных, которые фотографировали собственное оружие, а затем использовали фотографии в пропагандистских целях, утверждая, что оружие было найдено в армянских домах и церквях. По утверждению турецкого историка Тенера Акчама: «Некоторые события, приводившиеся в турецких источниках в оправдание депортации — восстания и захваты оружия — были просто выдумками». Обстановка в вилайете становилась всё более напряжённой.
Позднее, во второй декаде апреля, ЦК партии Единение и прогресс совместно с Министерством внутренних дел Османской империи разработали секретный план депортации армянского населения, который был направлен посредством телеграфа во все регионы, а непосредственно решение о геноциде с соответствующим распоряжениями передавались тайно через партийных секретарей.
19 апреля началась резня армянского населения. В селе Эрджиш были убиты почти все мужчины (около 2 500 человек).
На следующий день турецкими солдатами был окружён армянский квартал города Айгестан ("сад"), в тот же день последовало нападение на двух армянок. При попытке спасти девушек, двоих армян застрелили, после чего начался артиллерийский обстрел квартала. За пределами крепостных стен города турки сожгли практически все дома, принадлежавшие армянам.
Очевидцы событий единогласно сходились во мнении, что это был не мятеж, а инициатором столкновений были именно османские солдаты.
Германское правительство, зная о массовой резне армянского населения, не предприняло ни единого шага, что бы остановить своего турецкого союзника.

### Самооборона

Ситуационный план положения сторон до начала боев

Армянское население начало готовиться к обороне как в самом городе Ван, так и Ванской скалой, где массово проживало армянское население.
В осаждённой части города армянские жители стали самостоятельно изготавливать около 2 тыс. патронов в сутки. Женская часть населения шила форму, а мужская — возводила защитные укрытия вокруг своих домов.
Армянское население приняло меры для отражения грозящего нападения. Для руководства самообороной был образован единый «Военный орган армянской самообороны Вана», в состав которого вошли Арменак Екарян, Арам Манукян, Кайцак Аракел, Булгараци Григор, Габриел Семерджян, Грант Галикян и Фанос Терлемезян. Были созданы службы обеспечения и распределения продуктов, медицинской помощи, оружейная мастерская (в ней было налажено изготовление пороха, оружия, были отлиты две пушки), а также «Союз женщин», который занимался в основном изготовлением одежды для бойцов. Перед лицом грозящей опасности сплотились воедино представители армянских политических партий: рамкавары, гнчакисты и дашнаки. Против превосходящих сил противника (12 тыс. солдат регулярной армии, большое количество бандитских военных формирований, 12 артиллерийских орудий, корабли озера Ван) защитники Вана располагали не более 1500 бойцами, у которых было всего 505 винтовок и 750 маузеров с небольшим запасом патронов, в связи с чем военный орган самообороны отдал указание использовать боеприпасы осмотрительно, «стрелять только наверняка». Айгестан был разделён на 5 оборонительных районов, в которых были сооружены 73 позиции.
Самооборона началась в начале апреля, когда турецкие солдаты обстреляли армянских женщин, двигавшихся по дороге от с. Шушанц к Айгестану; армяне открыли ответный огонь. 20 апреля началось общее нападение турок на Ван. Большинство армян Вана жили в квартале "Айгестан" ("Сады"), расположенном в восточной части города, некоторые жили в укрепленном старом городе. Между этими двумя районами лежала практически необитаемая территория. Айгестан подвергся артиллерийскому обстрелу, который причинил значительные разрушения. Но армяне не были застигнуты врасплох; им удалось не только отбить первое нападение турок, но и захватить некоторые их позиции, взорвать турецкий арсенал, здание полицейского управления и т. д. Душой обороны стал Арам Манукян, или, как его стали называть Арам-паша. Успешно была организована самооборона и в Кахакмасч ( "Старый город" ), хотя здесь армяне находились в ещё более неблагоприятных условиях: они были отрезаны от Айгестана, противник обладал многократным превосходством в численности, не хватало оружия и боеприпасов.
Здесь также был создан Военный орган самообороны, в состав которого вошли Айказ Косоян, Мигран Тораманян, Левон Галджаян, Давид Саркисян, Саркис Шагинян и другие.
Арам Манукян не единожды обращался за помощью оборонявшимся к командованию Кавказского фронта. В начале мая весть о бедственном положении армян Вана дошла до русского консула в Персии, который сразу же передал её в Россию.
В связи с неминуемым продвижением частей Русской армии к городу, турецкие войска и курдские иррегулярные формирования были вынуждены снять осаду и отступить, покинув город к 7 мая. 19 мая, после месяца интенсивных боёв, части Кавказской армии под командованием генерала И.Е. Трухина совместно с «Араратским отрядом», в который входили 2-я, 3-я и 4-я добровольческие армянские дружины, вступили в Ван, восторженно встреченные защитниками и населением.
Военный орган самообороны обратился с воззванием «К армянскому народу», в котором приветствовал победу справедливого дела над насилием и тиранией. Ванская самооборона — героическая страница истории армянского национально-освободительного движения. За месяц боев турецкие войска понесли серьёзные потери (около 1 тыс. человек убитыми); потери армян составили около 350 человек, значительную часть которых составляли мирные жители Вана. Ванская самооборона спасла от неминуемой гибели десятки тысяч жителей Ванского вилайета, нашедших прибежище в Ване.

## Последующие события
Позднее, к концу июля, кода Кавказская армия под натиском наступающих турецких частей была вынуждена временно оставить город и отступить восточнее, турки убили все оставшееся армянское население.
К сентябрю Русской армии удалось повторно овладеть уже обезлюдевшим к тому времени Ваном. Несмотря на это, многие армяне так и не вернулись в свои дома.

## Результаты и значение
В целом, во всём Ванском вилайете было убито 55 000 армянских мужчин, женщин и детей. Под угрозой смерти мусульманскому населению было запрещено укрывать армян.

После освобождения города, Арам Манукян (вдохновитель и предводитель восстания) направил телеграмму Николаю II:
В день рождения Вашего Величества, совпадающий с днем вступления Ваших войск в столицу Армении, желая величия и победы России, мы, представители Армении, просим принять и нас под Ваше покровительство. И пусть в роскошном и многообразном букете цветов великой Российской империи маленькой благоухающей фиалкой будет жить автономная Армения
Мнения русских офицеров об армянских добровольческих отрядах разделялись. На протяжении всего 1915 года некоторые царские офицеры критиковали отряды армян за грабёж и убийства мирного мусульманского населения. К декабрю 1915 года было решено отказывать армянским добровольцам в сотрудничестве и распустить уже сформированные в составе Кавказской армии армянские отряды, так как считалось, что их действия настраивали местных мусульман против России. Князь Василий Гаджемуков писал в своём отчёте Юденичу, что беспорядочная резня армянами мусульман Вана в ходе Ванского сражения стала сигналом к «варварскому уничтожению армянской нации в Турции».
По мнению американского историка Майкла Рейнолдса, несмотря на то, что частичная депортация ванских армян имела место ещё в феврале 1915 года, именно события в Ване, наряду с высадкой союзных войск в Галлиполи, спровоцировали решение о последовавших массовых депортациях армянского населения на значительной территории империи.
... там не было никакого восстания, действия жителей этого города были всего лишь актами самообороны против правителя, действовавшего с большой жестокостью в городе и провинции Ван.
Овладение городом Русской армией позволило армянскому населению сформировать органы власти во главе которых встал Арам Манукян, впоследствии ставший губернатором Ванской области. Сразу после занятия города, Российским послам в Лондоне и Париже был представлен секретный план под названием "Петроградский". Его передал Акоп Завриев, — армянский военный и политический деятель и помощник Арама Манукяна. Основой плана являлись некоторые условия Русско-турецкого соглашения по Армянским реформам, подписанного в феврале 1914 года и аннулированного турецкой стороной в одностороннем порядке осенью того же года. Границы послевоенной Армянской автономии, безопасность которой первоначально  должны были обеспечивать Россия, Великобритания и Франция, являлись 6 армянских вилайетов, а также Киликия с выходом к Средиземному морю. Однако союзные державы ответили отказом, заявив, что План является преждевременным.

## Свидетельства
В целом, согласно немецким документа того времени, разоружение армянского населения началось в октябре за неделю до вступления Османской империи в войну.
Из военных мемуаров генерала Русской императорской армии Масловского Е. В.: «31 марта — 1 апреля началось армянское восстание в Ване. Армяне разбили и изгнали из Вана, бывшие там, небольшие жандармские части. Турки направили к Вану 5-ю Сводную дивизию Кязим-бея, которая осадила армян, засевших в городе и цитадели. Около середины апреля, по получении сведений о событиях в Ване, командующий армией усиливает 4-й Кавказский корпус 2-й Забайкальской каз. бригадой генерала Трухина, бывшей в армейском резерве, и приказывает направить необходимые части к Вану для содействия армянам и освобождения их. Тотчас же по прибытии этой бригады в Баязетскую долину она вместе с одним пограничным батальоном была направлена к Вану. Вскоре туда же командир 4-го Кавказского корпуса направил и Закаспийскую каз. бригаду ген. Николаева.».
Вице-консул Германии в Эрзеруме Шойбнер-Рихтера (январь—август 1915 года) отмечал: «катастрофа в Ване была результатом цепи турецких провокаций».
Министр иностранных дел России С.Д. Сазонов (ноябрь 1910 — июль 1916 гг.) в письме русскому послу в Лондоне, написанного 18 апреля (1 мая) отмечал: «Нет сомнения, что восстание армян в Ване вызвано резней, а не наоборот, потому что для армян не имело смысла начинать до прихода наших войск движение против превосходящих сил турок».
По свидетельствам Рафаэля де Ногалеса, — венесуэльского наёмника и офицера османской армии, непосредственно принимавшего участие в осаждении города, армяне первыми не проявляли агрессии, но позднее — «сопротивление армян было ужасающим и их доблесть достойна всей похвалы». Про самоотверженность армянского населения Ногалес вспоминал следующее: «Редко приходилось мне видеть, чтобы люди сражались с таким ожесточением, как при осаде Вана...армяне продолжали отчаянно сражаться среди горящих руин своих домов, до последнего вздоха сражаясь за свободную Армению и за победу христианской веры... я же проклинал тот час, когда злая судьба превратила меня в палача моих единоверцев».
Германский посол в Константинополе Пол Вольф Меттерних (1915—1916) называл Ванское восстание «оборонительными действиями» по предотвращению резни.
Губернатор Вана Джевдет-бей вспоминал: «Я клянусь, что восстания в Ване не было и не могло быть. Мы ответственны за это, потому что мы изо всех сил старались [спровоцировать армян], тем самым создавая потрясения, с которыми мы не можем справиться».
В целом, как немецкие, так и американские, швейцарские и итальянские миссионеры и дипломаты однозначно отмечали, что армянское население героически защищало себя от полного уничтожения.

## Память
В селе Уджан Арагацотнской области Армении в память о героической Ванской самообороне воздвигнут памятник. Монумент о событиях в Ване есть также в селе Агарак.

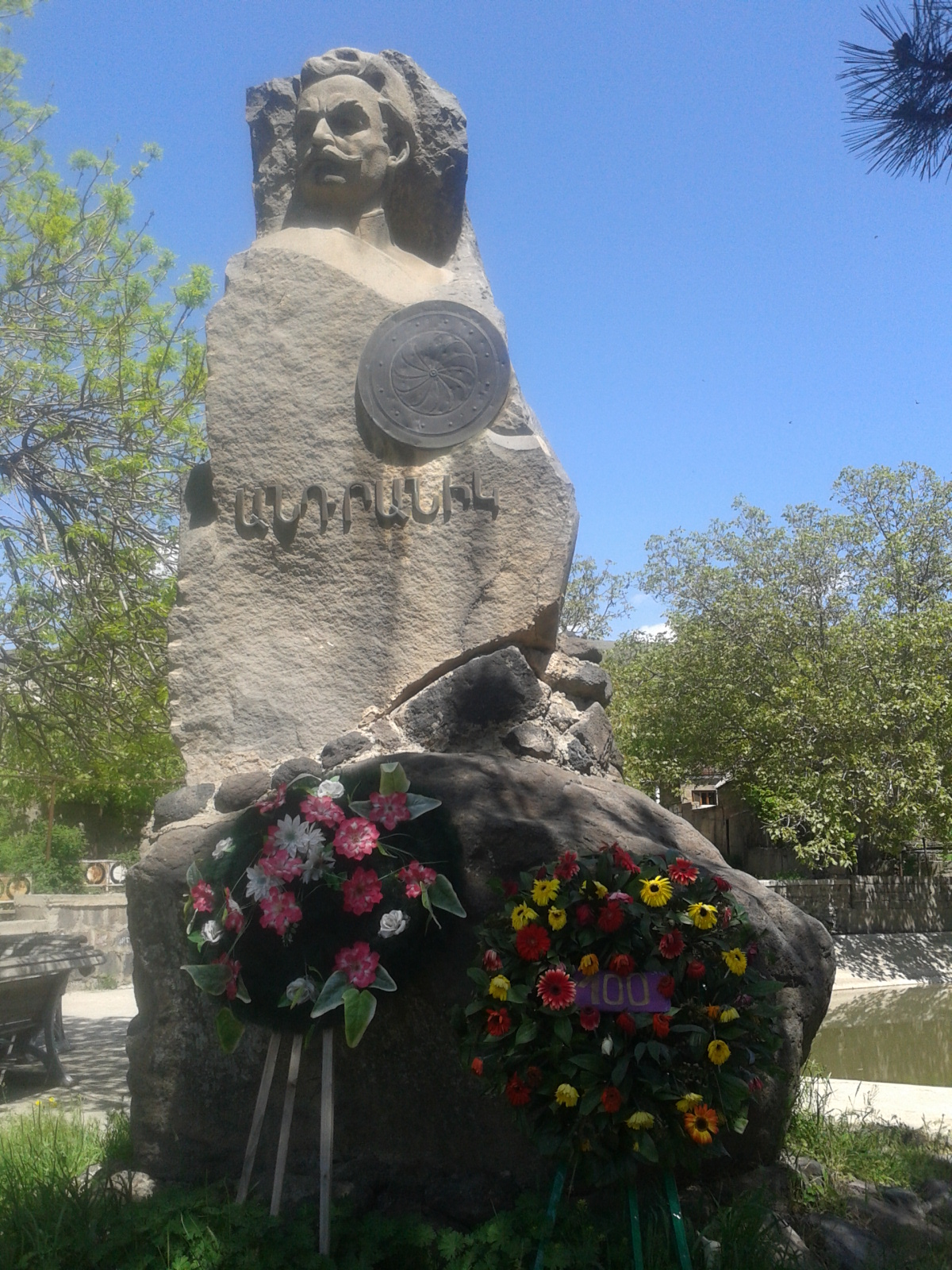
Памятник Андранику Озаняну, село Уджан
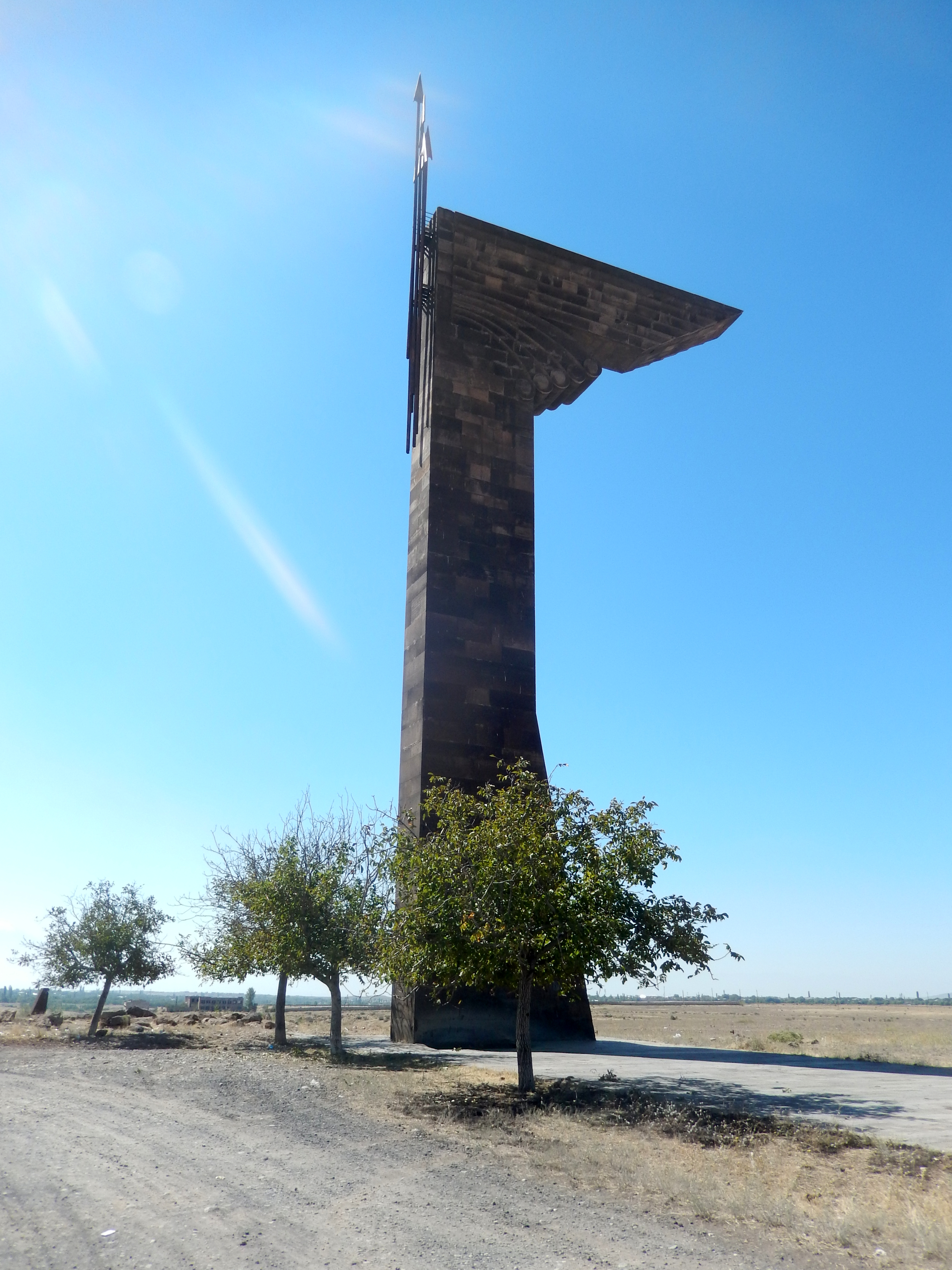
Монумент «Орёл Васпуракана», село Агарак
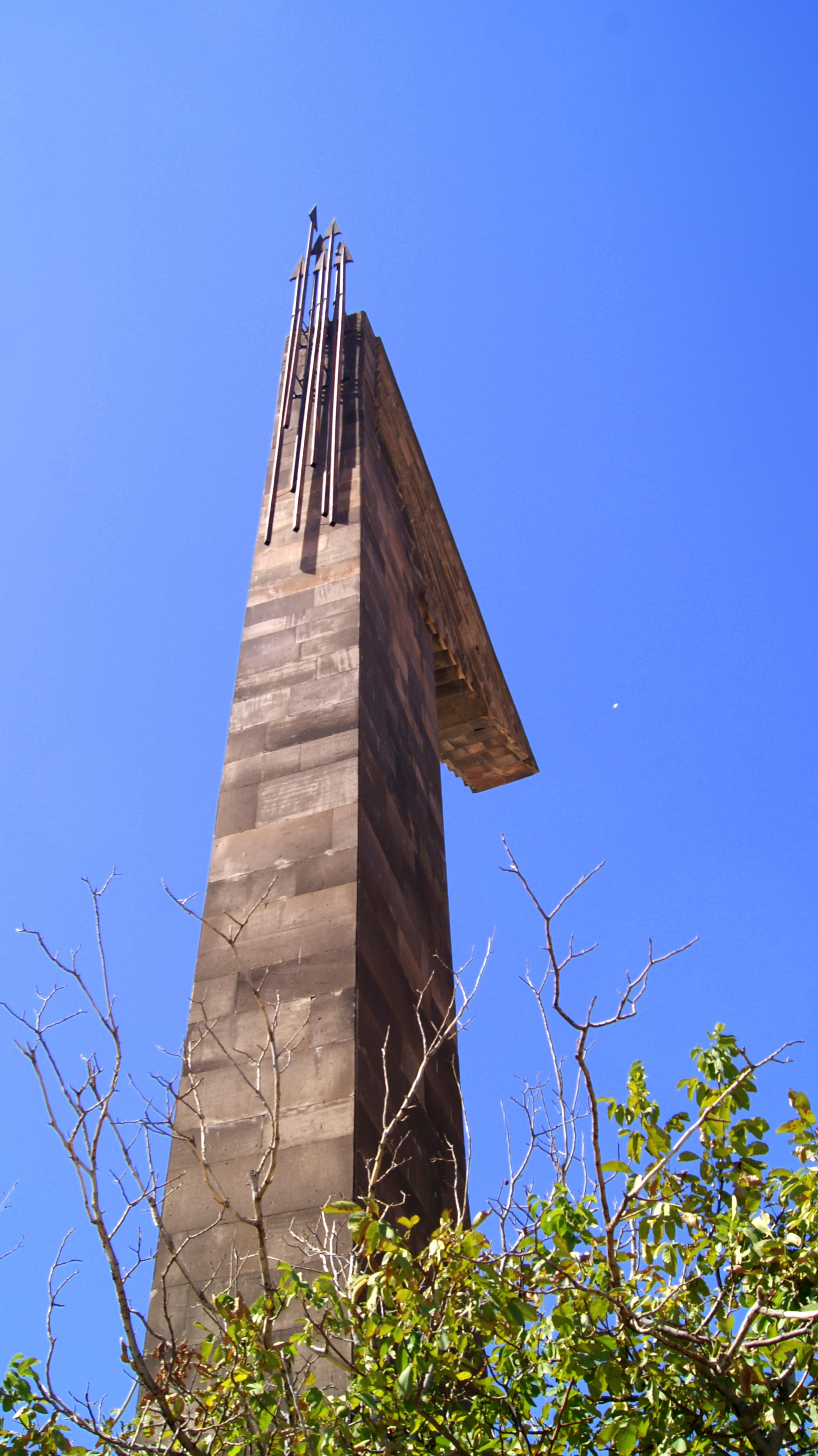
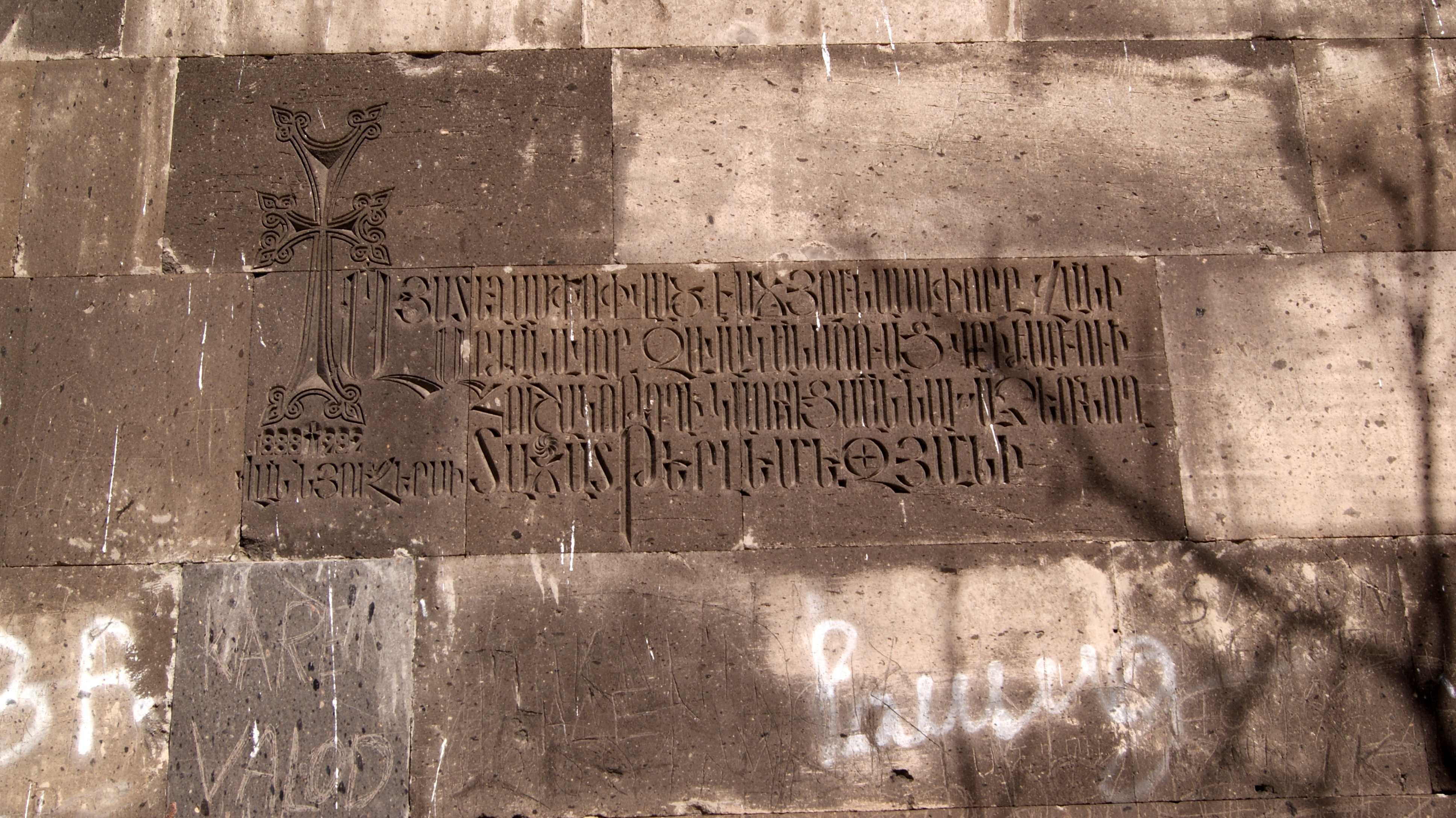
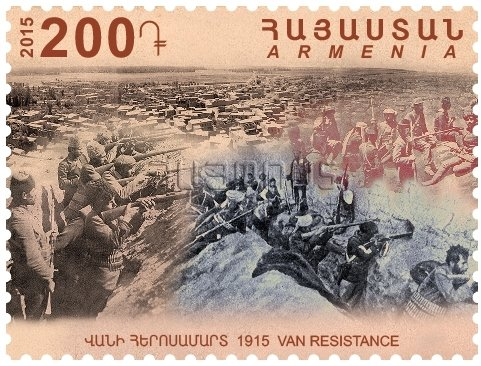
Марка в честь 100-летия Ванского сражения, Почта Армении, 2015 год

## Галерея

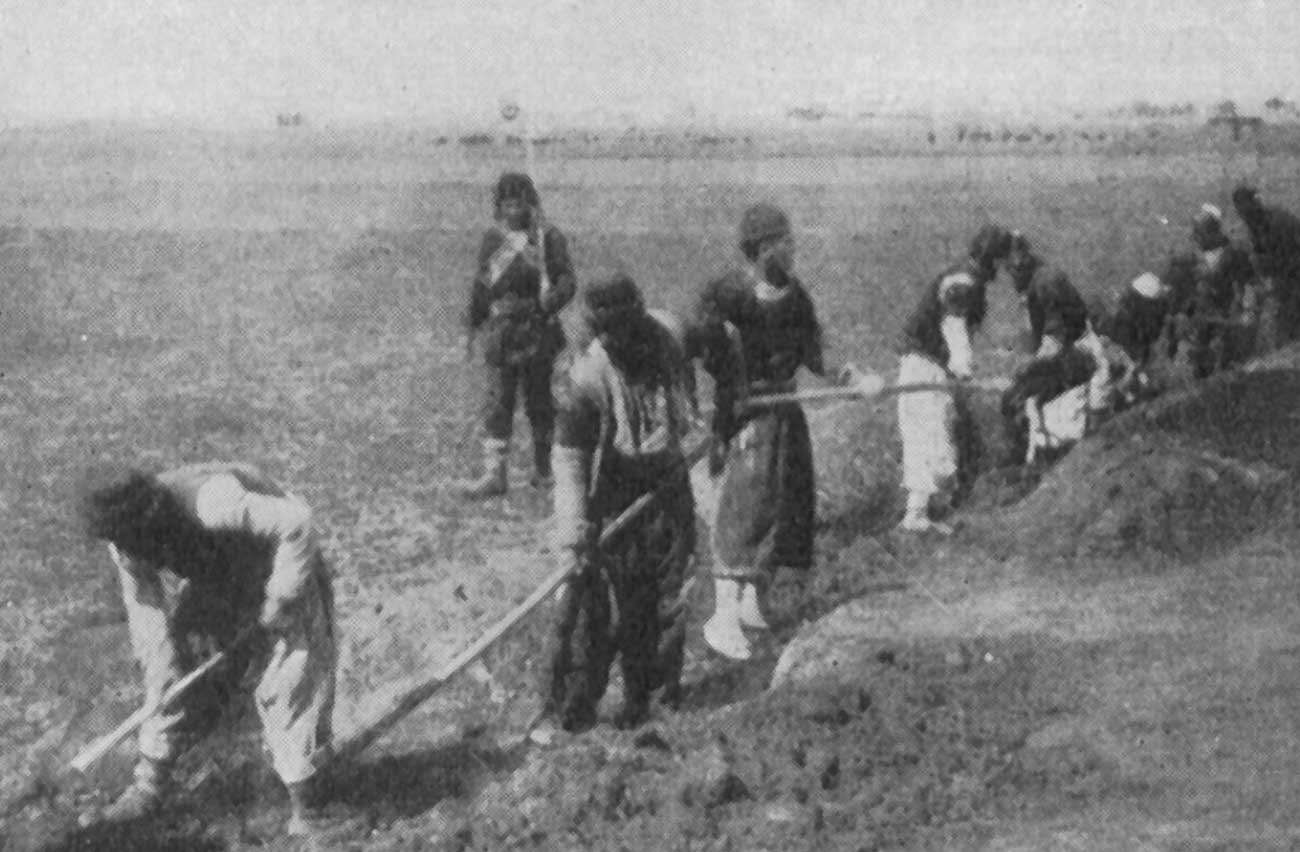
Подготовка армян к обороне: рытьё окопов
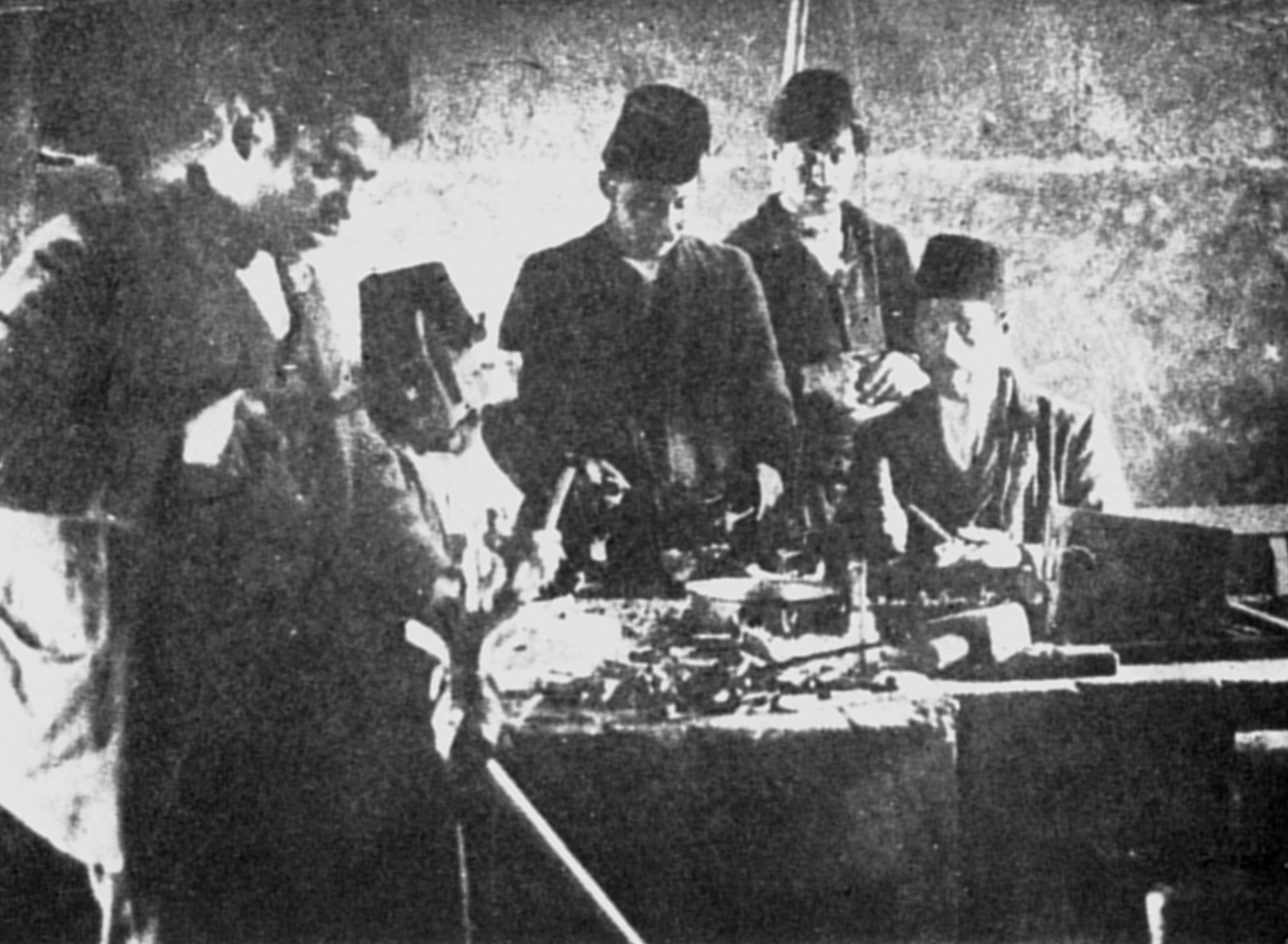
Подготовка к обороне армянских ополченцев
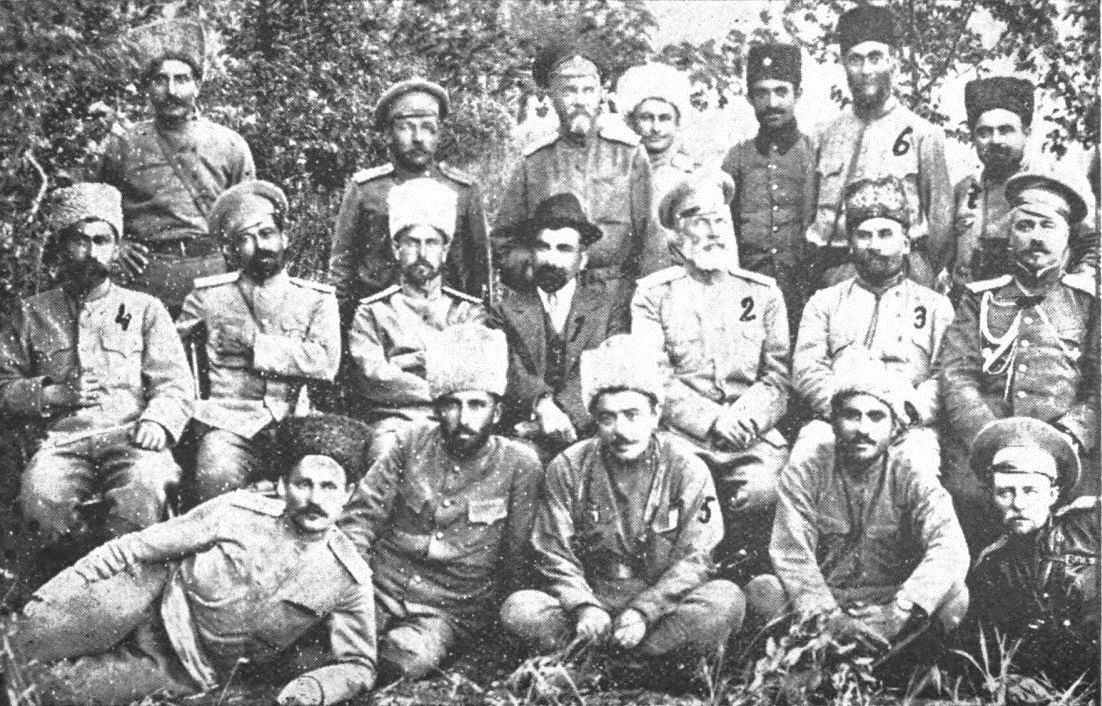
Арам Манукян с защитниками Вана
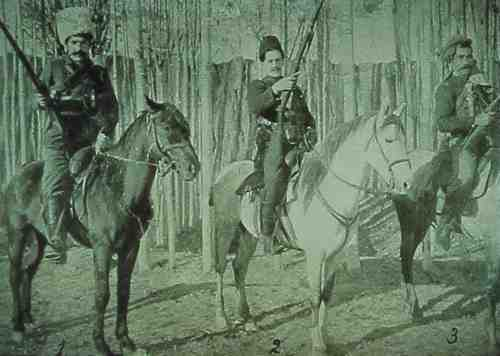
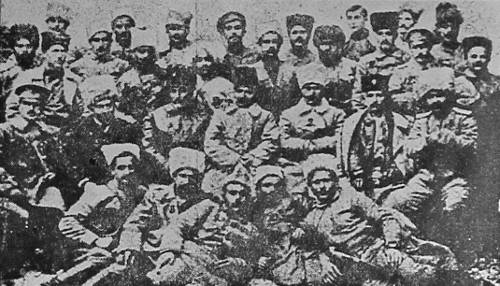
Андраник Озанян с защитниками Вана
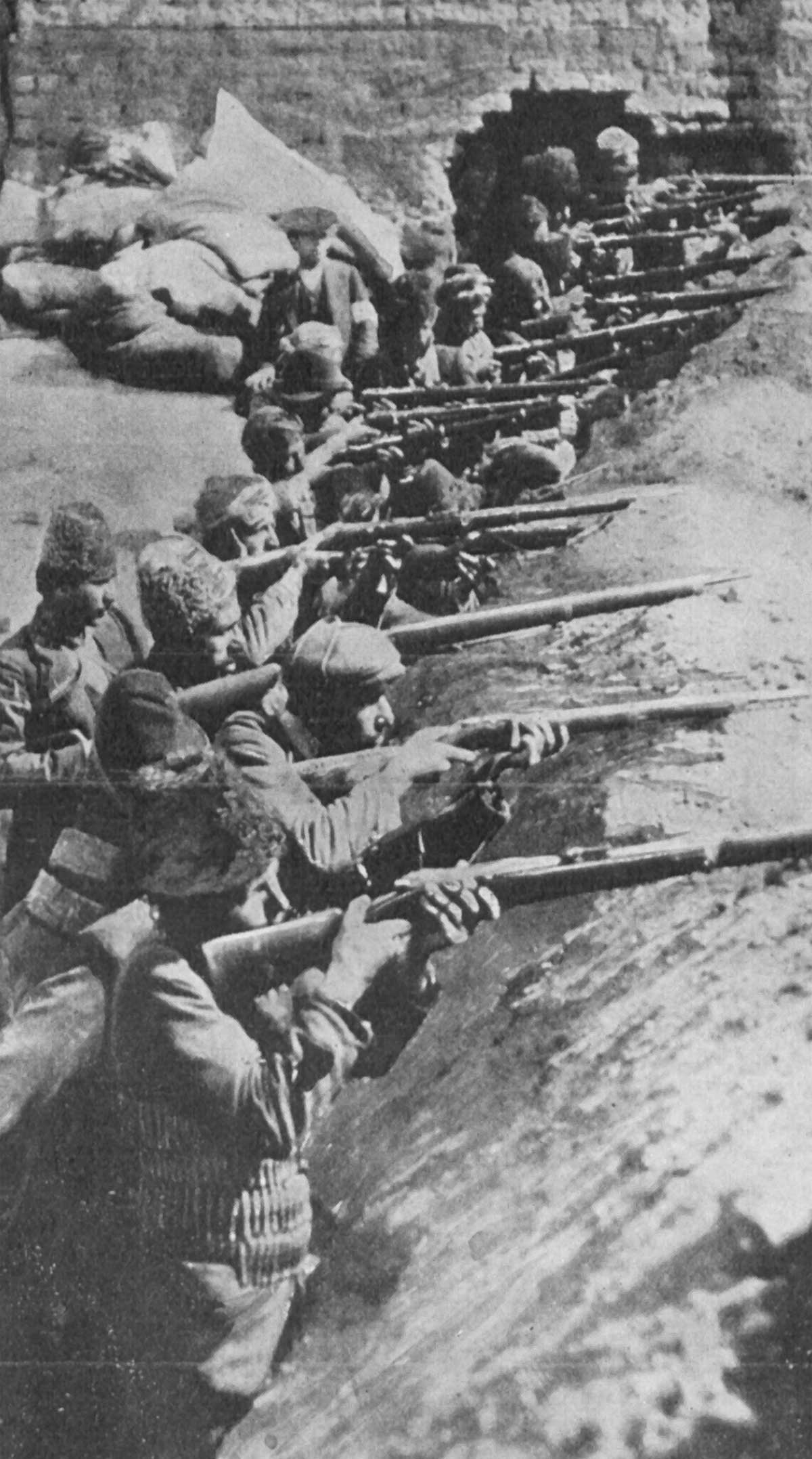
Оборона Вана
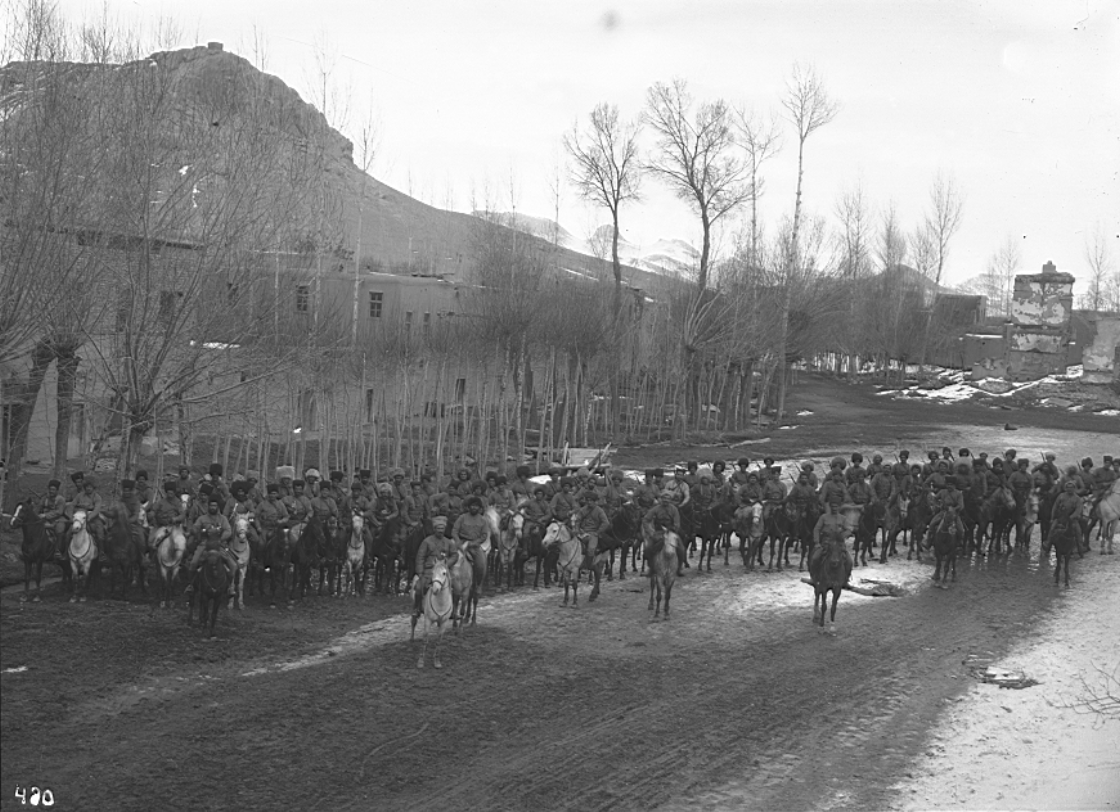
Армянская кавалерия, Ван, 1915
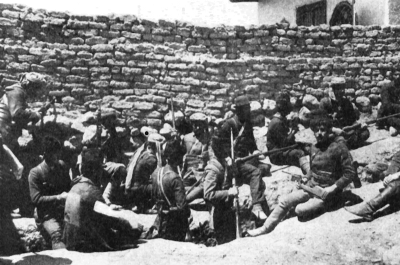
Армянский отряд
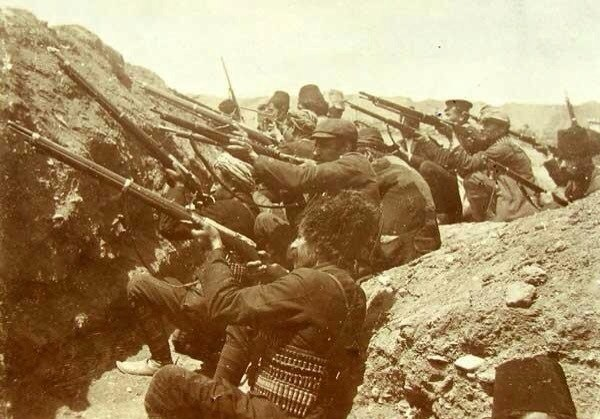
Армянские солдаты
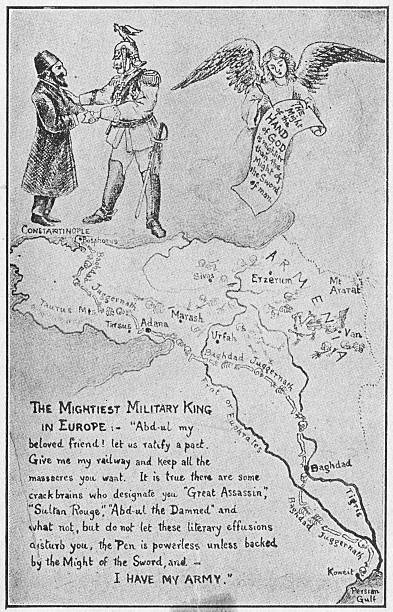
Карикатура 1915 года: Немец и турок. Самый могущественный военный король Европы: «Абдул, мой любимый друг! Давай ратифицируем пакт. Дай мне мою железную дорогу и произведи сколько хочешь резни...»
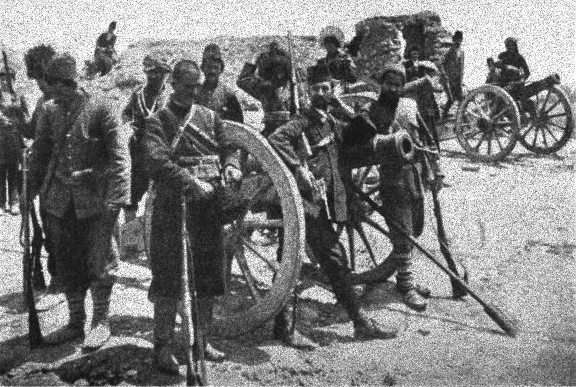
Турецкие орудия, захваченные армянами
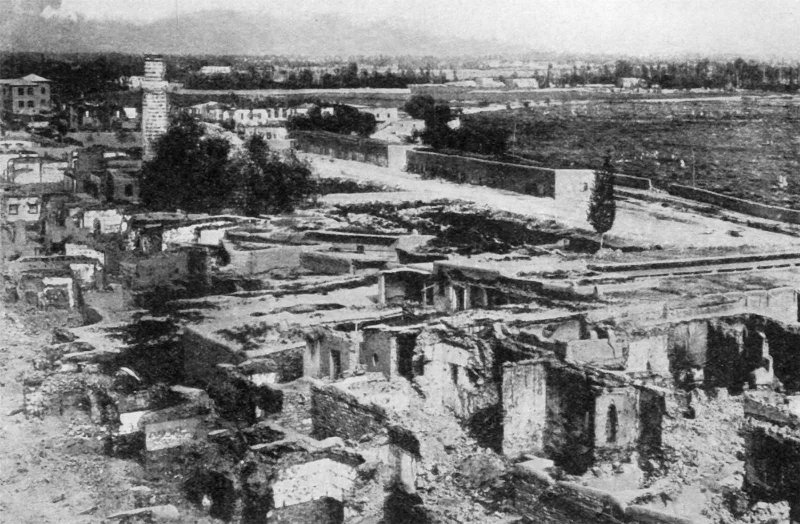
Последствия боёв в городе
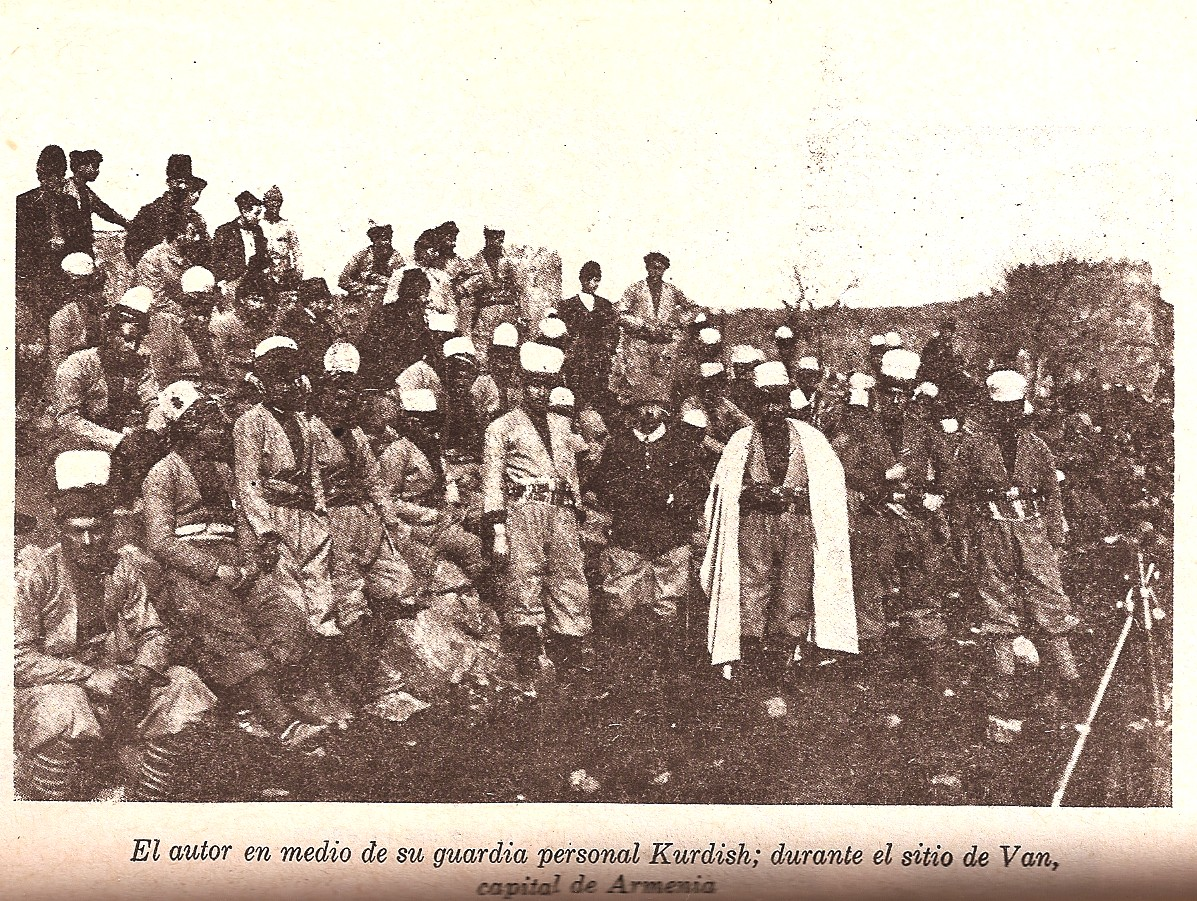
Рафаэль Мендес с курдским отрядом
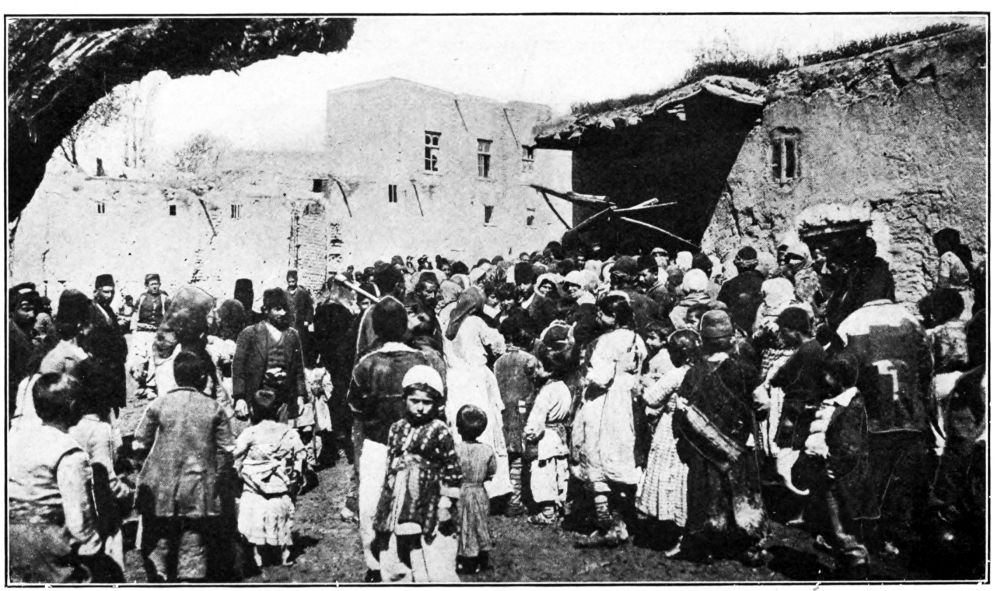
Армянские беженцы в Ване